# Leonid Mikitenko
Leonid Oleksiyovych Mikitenko, Russisch:Леонід Олексійович Микитенко, (Ryabukhino, 8 februari 1944) is een voormalige langeafstandsloper uit Kazachstan, die uitkwam voor de Sovjet-Unie. Hij nam eenmaal deel aan de Olympische Spelen, bij welke gelegenheid hij finalist was op de 10.000 m.  

## Loopbaan
In 1966 won Mikitenko op de Europese kampioenschappen in Boedapest brons op de 10.000 m in een tijd van 28.32,2.
Hij nam ook deel aan de Olympische Zomerspelen 1968 in Mexico. Daarin werd hij zevende in zijn reeks van de 5000, maar slechts de eerste vijf van elke reeks mochten naar de finale. In de rechtstreekse finale van de 10.000 m werd hij zeventiende in 30.46,0.
Mikitenko stond op de cover van Sports Illustrated van 3 augustus 1970, samen met Frank Shorter, die hem geklopt had op de 10.000 m tijdens een landenwedstrijd tussen de Verenigde Staten en de Sovjet-Unie in Leningrad.
Leonid Mikitenko was later in Alma-Ata trainer van zijn zoon Alexander en zijn schoondochter Irina.

## Persoonlijke records[3]
| Afstand  | Resultaat | Datum            | Plaats    |
| -------- | --------- | ---------------- | --------- |
| 5000 m   | 13.36,4   | 4 september 1967 | Kiev      |
| 10.000 m | 28.12,4   | 21 juli 1968     | Leningrad |
| 1 uur    | 19.961 m  | 17 mei 1969      | Alma-Ata  |